# Ragià di Perlis

Stendardo del raja.

Ragià di Perlis è il titolo del sovrano costituzionale di Perlis, uno dei tredici Stati della Malaysia.
Il titolo è sempre appartenuto alla dinastia Jamalullail. Questa regna ufficialmente dal 1843, anno dell'indipendenza dello Stato di Perlis, dopo che il sultano di Kedah Ahmad Tajuddin II appoggiò la famiglia Jamalullail per la secessione di Perlis dal Kedah con la famiglia Jamalullail come governanti ereditari.
Il sovrano di Perlis è anche il capo della sua casa reale. A differenza della gran parte degli altri Stati malesi i cui governanti ereditari utilizzano il titolo di sultano, i governanti ereditari di Perlis usano quello di raja. Come gli altri monarchi della Malaysia, il raja di Perlis partecipa attivamente e passivamente all'elezione dello Yang di-Pertuan Agong.

## Storia

### Origini
I Jamalullail (in arabo جمل الليل ‎?, Jamal Al-Layl) sono originari dello Hadramawt e si originarono da una costola dalla più grande famiglia Alawi nel XV secolo. Il nome "Jamal Al-Layl" è liberamente tradotto come "notte-cammello". Ciò deriva dal fondatore del clan Muhammad Jamal Al-Layl che, secondo la leggenda, aveva l'abitudine di passeggiare di notte per riempire i pozzi e le fontane delle moschee. I membri del clan Jamal Al-Layl raggiunsero il Madagascar, Zanzibar, l'India, Aceh, le Comore e la Malaysia, dove i discendenti di questi migranti raggiunsero posizioni politiche influenti e istituirono case regnanti.
L'antenato del clan Jamalullail di Perlis, Sayyid Ahmad bin Husayn Jamal Al-Layl, migrò a Kedah dallo Hadramawt nel 1735 e sposò Sharifah Aminah Al-Qadri, appartenente a una famiglia malese di origine araba. Si stabilì nel villaggio di Chana, a quel tempo al confine tra Siam e Kedah. Si guadagnava da vivere come commerciante ed era una figura molto rispettata nel paese. Il figlio di Sayyid Ahmad, Sayyid Harun seguì le orme del padre come commerciante, oltre ad essere un noto studioso di religione. In seguito venne ammesso alla corte reale di Kedah e divenne uno stretto collaboratore del sultano Ahmad Tajuddin II. In seguito sposò una principessa della famiglia reale Kedah, Tengku Safiah, e nel 1797 divenne penghulu (capo di distretto) di Arau.

### Istituzione
Quando, tra il 1821 e il 1842, l'esercito siamese invase e occupò il Kedah, le famiglie arabe locali sostennero gli sforzi del sultano nel guidare la resistenza contro il dominio straniero. I leader arabi impiegarono il duplice approccio della militanza religiosa e della diplomazia per liberare il Kedah dal dominio siamese. La famiglia Jamal Al-Layl giocò un ruolo di primo piano in questi sforzi e spesso partecipò alle trattative per convincere gli invasori a riconcedere l'indipendenza allo Stato. Nel 1842 i siamesi decisero di ritrarsi. L'anno successivo, Sayyid Hussein Jamal Al-Layl da Chana, oggi Songkhla, in Thailandia, fu installato dai siamesi come primo raja di Perlis, dopo che il sultano di Kedah diede la sua approvazione all'indipendenza del Perlis.

### Controversia sulla successione
Nel 1933 il quarto raja di Perlis Syed Alwi Jamalullail chiese al Consiglio di Stato di eleggere un erede presuntivo al trono. Il Consiglio di Stato scelse Syed Hassan tra diversi contendenti possibili. Syed Hassan era un nipote del fratellastro del sovrano, Syed Mahmud. L'anno successivo Syed Hassan si ammalò e morì poco dopo.
Il Consiglio di Stato tenne una nuova votazione ed elesse il figlio di Syed Hassan, Syed Putra, nuovo erede presuntivo. Un altro concorrente, Syed Hamzah, fratellastro minore di Syed Alwi e vicepresidente del Consiglio di Stato, dissentì sul risultato in quanto era, secondo lui, contrario alle leggi di successione islamiche. Syed Alwi e gli inglesi mantennero il loro supporto per Syed Putra, ma quando il raja si ammalò allo scoppio della seconda guerra mondiale nel 1941, Hamzah colse l'occasione per esercitare la sua influenza sugli affari politici dello Stato. Dopo la scomparsa del sovrano nel 1943, Hamzah si installò come raja di Perlis con l'appoggio dei giapponesi. Al ritorno degli inglesi, nel 1945, Hamzah abdicò su pressione del governo coloniale. Gli succedette Syed Putra.

### Dopo la seconda guerra mondiale
Il raja di Perlis, assieme agli altri otto sovrani della Malaysia, partecipò alla prima Conferenza dei regnanti e alla prima elezione dello Yang di-Pertuan Agong e del suo vice rispettivamente nel 1948 e nel 1957. Nel 1960 Syed Putra divenne il terzo Yang di-Pertuan Agong e rimase in carica fino al 1965.

## Elenco
| N. | Nome                        | Immagine | Inizio regno      | Fine regno        |
| -- | --------------------------- | -------- | ----------------- | ----------------- |
| 1  | Syed Hussain III            |          | 1843              | 21 novembre 1873  |
| 2  | Syed Ahmad III              |          | 21 novembre 1873  | 17 febbraio 1897  |
| 3  | Syed Shaffi                 |          | 17 febbraio 1897  | 30 dicembre 1904  |
| 4  | Syed Alwi IV                |          | 30 dicembre 1904  | 1º febbraio 1943  |
| 5  | Syed Hamzah II              |          | 2 febbraio 1943   | 17 settembre 1945 |
| 6  | Syed Harrun II Putra Al-Haj |          | 17 settembre 1945 | 16 aprile 2000    |
| 7  | Syed Sirajuddin I           |          | 17 aprile 2000    | in carica         |